# 皮安科
皮安科是巴西帕拉伊巴州的一个市镇。总面积564.73平方公里，总人口14068人，人口密度24.9人/平方公里。